# 伊尹
伊尹（前1649年—前1549年），姒姓，伊氏，名摯，建立商朝的重要名臣、政治家。

## 生平
出生于前1649年，有莘国空桑涧，因為其母親為侁民，在伊水住居，以伊為氏，尹在甲骨文象徵權力者為官名。本是有莘氏的陪嫁奴隶到商汤那里当厨师。伊尹有远大抱负，不甘作奴隶，于是利用向商汤上奉食品的机会，向商汤分析天下形势。商汤很欣赏他，便取消了伊尹奴隶身份，并提拔为「阿衡」（亦稱「保衡」，相當於宰相，後人習用「阿衡」一詞代指伊尹）。亦有說法指，伊尹曾為隱士，湯派人前後往返5次才成功聘請他。前1600年，辅助商汤灭夏朝，商朝建立。任職期间，整顿吏治，洞察民情，使商朝初年经济比较繁荣，政治比较清明。
據《史記》記載，太甲即位时昏庸无能，伊尹软硬皆施，把太甲流放到桐地（今河北臨漳），建宮居住，達三年之久。伊尹自行攝政，管治國家。直到太甲悔過自新了，才迎回太甲復辟執政，使太甲变成了一位圣君。
伊尹历事商朝商汤、外丙、仲壬、太甲、沃丁五代五十余年，为商朝立下汗马功劳。沃丁八年（前1549年），伊尹病逝，终年100岁。沃丁以天子之礼把伊尹安葬在商汤陵寝旁，以表彰他对商朝做出的伟大贡献。

## 異說
另一本史書《竹書紀年》記載，伊尹放逐太甲后，自立為王，七年後，太甲潛回殺掉篡位的伊尹，並改立伊尹的兒子伊陟和伊奮繼承伊家。但根據出土的甲骨文显示，直至商朝末年，商朝仍然坚持对伊尹的祭祀，用的牺牲数目及品种为商朝先王同级的牛（太牢），因此《竹书纪年》的记载有可疑之处。

## 對後世的影響
- 《孫子兵法·用間第十三》稱讚伊摯對殷商的功績[12]。
- 雖然伊尹對商朝貢獻良多，但他流放太甲的行為，卻成為了後世權臣效尤的憑據。西漢時期，權臣霍光就以伊尹為先例，操纵皇帝的廢立。故後世把「廢黜皇帝」，稱為「伊霍之事」[13]。